# Baptistkyrkan, Mjölby
För andra betydelser, se Baptistkyrkan.
Baptistkyrkan var en kyrkobyggnad i Mjölby, Mjölby kommun. Kyrkan tillhörde Andreasförsamlingen.

## Historik
Andreasförsamlingen beslutade att bygga en ny kyrka och Baptistkyrkan revs omkring 1993 då den nya Andreaskyrkan stod klar på kyrkans tidigare plats.

## Orgel
1969 byggde Grönlunds Orgelbyggeri, Gammelstad en mekanisk orgel.
| Manual        | Pedalverk  | Koppel  |
| Gedackt 8'    | Subbas 16' | Man/Ped |
| Principal 4'  |            |         |
| Rörflöjt 4'   |            |         |
| Waldflöjt 2'  |            |         |
| Cymbel 2 chor |            |         |